# 茅ヶ崎市議会
茅ヶ崎市議会（ちがさきしぎかい）は、神奈川県茅ヶ崎市に設置されている地方議会である。

## 概要
- 定数：28人
- 任期：4年
- 選挙区：市全体を1選挙区とする大選挙区制（単記非移譲式）
- 議長：岸正明（絆・新政・新しい風）
- 副議長：菊池雅介（公明ちがさき）

## 運営

### 会期
茅ヶ崎市議会の定例会は、毎年3月、6月、9月及び12月に召集される。その他にも必要に応じて臨時会が開催される。

### 議会改革
茅ヶ崎市議会は議会改革の一環で、本会議及び委員会でインターネット中継を行なっている。また議員が、その属する地方公共団体の行政全般にわたり、執行機関（市長等）に対し事務の執行状況及び将来に対する方針等についてめ所信を質し、あるいは報告や説明を求め、または疑問を質す「一般質問」では、一括方式に加えて、一問ずつ質問して答弁を得る一問一答方式の二つの方式を選択できるようになった。一般質問は議員一人当たりの質問時間は30分で、一括方式の質問回数は7回、一問一答は時間内なら質問回数は制限なしとなっている。

## 会派
| 会派                          | 議員数 | 所属議員（◎は代表、○は副代表） | 所属委員会         | 所属党派     | 当選回数 |
| ----------------------------- | ------ | ------------------------------ | ------------------ | ------------ | -------- |
| ちがさき自民クラブ            | 5      | ◎水島誠司                      | 総務常任委員会     | 自由民主党   | 5回      |
| ちがさき自民クラブ            | 5      | ○水本定弘                      | 文化教育常任委員会 | 無所属       | 3回      |
| ちがさき自民クラブ            | 5      | 岡崎進                         | 環境厚生常任委員会 | 自由民主党   | 4回      |
| ちがさき自民クラブ            | 5      | 小川裕暉                       | 都市経済常任委員会 | 無所属       | 3回      |
| ちがさき自民クラブ            | 5      | 金子遥                         | 文化教育常任委員会 | 無所属       | 1回      |
| 絆・新政・新しい風            | 5      | ◎青木浩                        | 総務常任委員会     | 自由民主党   | 6回      |
| 絆・新政・新しい風            | 5      | ○岸正明                        | 総務常任委員会     | 無所属       | 6回      |
| 絆・新政・新しい風            | 5      | 新倉真二                       | 環境常任委員会     | 無所属       | 4回      |
| 絆・新政・新しい風            | 5      | 長谷川由美                     | 都市経済常任委員会 | 自由民主党   | 3回      |
| 絆・新政・新しい風            | 5      | 木山耕治                       | 文化教育常任委員会 | 無所属       | 2回      |
| 公明ちがさき                  | 4      | ◎滝口友美                      | 都市経済常任委員会 | 公明党       | 5回      |
| 公明ちがさき                  | 4      | ○山﨑広子                      | 環境厚生常任委員会 | 公明党       | 4回      |
| 公明ちがさき                  | 4      | 菊池雅介                       | 文化教育常任委員会 | 公明党       | 3回      |
| 公明ちがさき                  | 4      | 阿部英光                       | 総務常任委員会     | 公明党       | 2回      |
| ちがさき立憲クラブ            | 3      | ◎早川仁美                      | 総務常任委員会     | 立憲民主党   | 3回      |
| ちがさき立憲クラブ            | 3      | ○藤本恵祐                      | 都市経済常任委員会 | 立憲民主党   | 2回      |
| ちがさき立憲クラブ            | 3      | 吉川ひかり                     | 文化教育常任委員会 | 立憲民主党   | 1回      |
| 市民の声ちがさき              | 3      | ◎花田慎                        | 環境厚生常任委員会 | 日本維新の会 | 3回      |
| 市民の声ちがさき              | 3      | ○藤村優佳里                    | 文化教育常任委員会 | 無所属       | 3回      |
| 市民の声ちがさき              | 3      | 山口順平                       | 都市経済常任委員会 | 無所属       | 1回      |
| 未来創生・湘風クラブ          | 3      | ◎柾木太郎                      | 総務常任委員会     | 無所属       | 8回      |
| 未来創生・湘風クラブ          | 3      | 〇伊藤素明                     | 文化教育常任委員会 | 無所属       | 5回      |
| 未来創生・湘風クラブ          | 3      | 加藤大嗣                       | 都市経済常任委員会 | 自由民主党   | 8回      |
| 日本共産党 茅ヶ崎市議会議員団 | 2      | ◎金田俊信                      | 総務常任委員会     | 日本共産党   | 2回      |
| 日本共産党 茅ヶ崎市議会議員団 | 2      | ○今井理華                      | 環境厚生常任委員会 | 日本共産党   | 1回      |
| 会派に属さない議員            | 3      | 豊嶋太一                       | 環境厚生常任委員会 | 無所属       | 3回      |
| 会派に属さない議員            | 3      | 杉本啓子                       | 都市経済常任委員会 | 無所属       | 2回      |
| 会派に属さない議員            | 3      | 清野匡志                       | 環境厚生常任委員会 | 参政党       | 1回      |
| 欠員                          | 0      |                                |                    |              |          |
| 計                            | 28     |                                |                    |              |          |

（2023年5月11日現在）

## 委員会

### 議会運営委員会
議会運営委員会は、円滑な議会運営を行うため、議会運営全般について協議し、意見調整を図るために、各会派の議席数に応じて輩出された10名の委員によって、議会運営に関することを決定する委員会である。  

### 常任委員会
茅ヶ崎市議会は一定の部門に関する事務の調査や議案、陳情等の審査を行なうために常設の常任委員会を設置している。現在は、条例によって4つの常任委員会が設置されており、議員はこの内いずれか1つの委員会に所属している。また委員の任期は2年である。
| 委員会名                 | 定数 | 所轄事項 | 委員長                         |
| ------------------------ | ---- | --- | ------------------------------ |
| 総務常任委員会           | 7人  | - 総務部の所管に関する事項 - 企画部の所管に関する事項 - 財務部の所管に関する事項 - 市民安全部の所管に関する事項 - 消防本部の所管に関する事項 - 選挙管理委員会の所管に関する事項 - 公平委員会の所管に関する事項 - 監査委員の所管に関する事項 - 他の委員会の所管に属さない事項 | 早川仁美(ちがさき立憲クラブ)   |
| 都市経済常任委員会       | 7人  | - 経済部の所管に関する事項 - 都市部の所管に関する事項 - 建設部の所管に関する事項 - 下水道河川部の所管に関する事項 - 農業委員会の所管に関する事項 | 長谷川由美(絆・新政・新しい風) |
| 文化教育常任委員会       | 7人  | - 文化生涯学習祉部の所管に関する事項 - こども育成部の所管に関する事項 - 福祉事務所（子育て支援課・こども育成相談課・保育課）の所管に関する事項 - 教育委員会の所管に関する事項                                                                                                | 藤村優佳里(市民の声ちがさき)   |
| 環境厚生市建設常任委員会 | 7人  | - 福祉部の所管に関する事項 - 福祉事務所（福祉政策課・障害福祉課・高齢福祉介護課）の所管に関する事項 - 環境部の所管に関する事項 - 保健所の所管に関する事項 - 市立病院の所管に関する事項                                                                                       | 岡崎進(ちがさき自民クラブ)     |

### 特別委員会
特別委員会は、複数の常任委員会に通ずる事件や、特に重要な事件を審査するため、臨時に設置される委員会で、現在、2つの特別委員会が設置されている。
- 予算特別委員会
- 決算特別委員会

## 議員報酬と諸手当
| 役職   | 報酬            | 期末手当         | 政務活動費 | 合計支給額        |
| ------ | --------------- | ---------------- | ---------- | ----------------- |
| 議長   | 月額 56万円     | 年間 295万6800円 | 月額 4万円 | 年間 1015万6800円 |
| 副議長 | 月額 48万4000円 | 年間 255万5520円 | 月額 4万円 | 年間 884万3520円  |
| 議員   | 月額 45万3000円 | 年間 239万1840円 | 月額 4万円 | 年間 830万7840円  |

その他諸手当
その他にも茅ヶ崎市議会議員は職務のため市外に旅行した時は、一般職員への支給額を例にその旅費を費用弁済できる。